# Klein Flottbek
Koordinaten: 53° 33′ 8″ N, 9° 51′ 52″ O

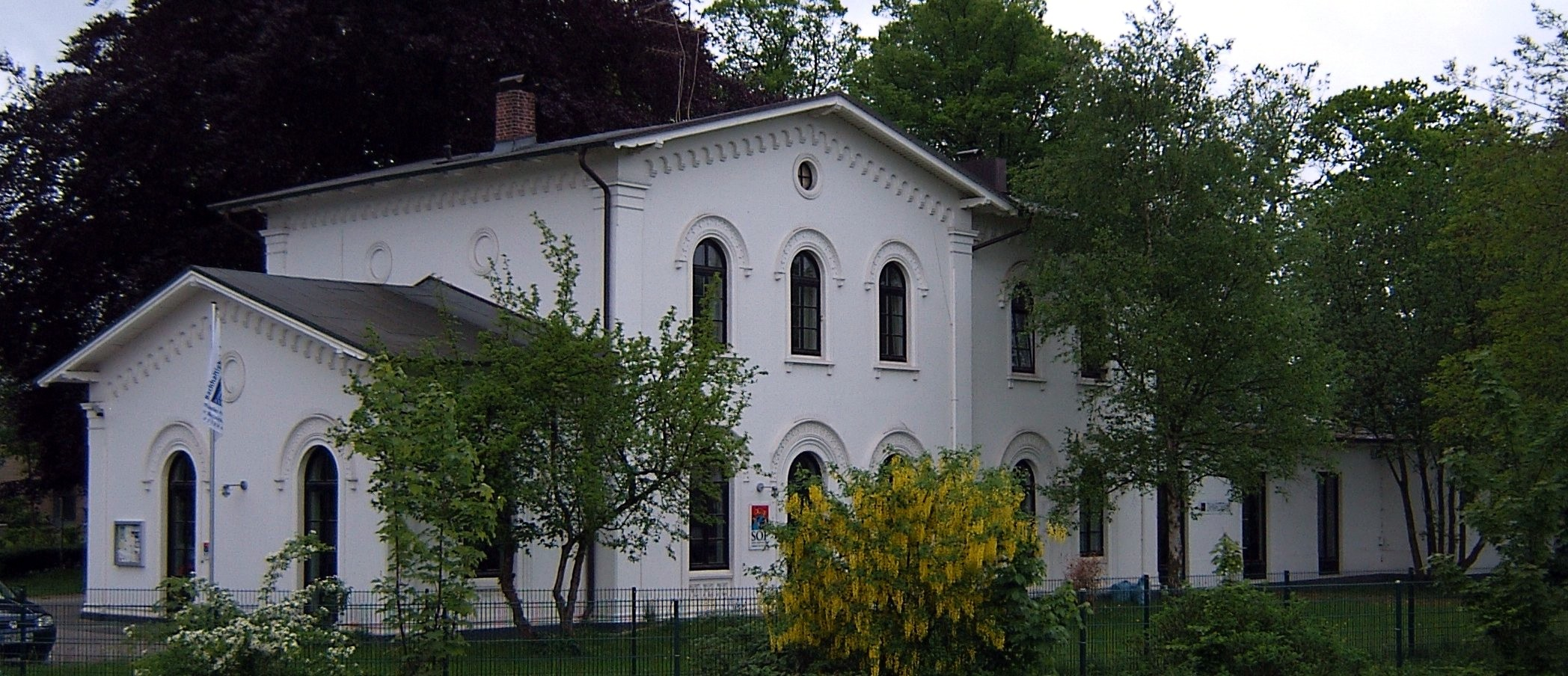
Das ehemalige Bahnhofsgebäude

Klein Flottbek ist eine Gemarkung und heutiges Stadtviertel am Nordufer der Unterelbe im Bezirk Altona der Freien und Hansestadt Hamburg in den Stadtteilen Nienstedten, Othmarschen und Osdorf. Es ist ebenfalls der Name des hier gelegenen S-Bahnhofs an der Altona-Blankeneser Eisenbahn.
Der Name der Gemarkung leitet sich vermutlich vom Bach Kleine Flottbek ab, der im Gebiet von Klein Flottbek im Westerpark und im Wesselhoeftpark liegt und in die Elbe mündet. Infrage kommt aber auch die bekanntere Flottbek, die durch den im östlichen Klein Flottbek gelegenen Jenischpark und das Naturschutzgebiet Flottbektal zur Elbe fließt. Das von Senator Jenisch errichtete Jenisch-Haus steht Besuchern heute als Museum für hanseatische Wohnkultur offen. Unweit hiervon befindet sich das Kunstmuseum Ernst-Barlach-Haus.
Der westliche Teil von Klein Flottbek umfasst unter anderem den Wesselhoeftpark sowie den bis 2003 wiederhergestellten Westerpark (ehemals Baumschule von Ehren), dessen Teil der Derby-Park ist. Wie der Jenischpark geht der Westerpark auf das Kanzleigut von Baron Caspar Voght als Teil seiner „Ornamented Farm“ zurück.
Das Klein Flottbeker Elbufer ist durch den Elbuferweg bei Teufelsbrück ein beliebtes Ziel für Spaziergänger. Von hier aus besteht Nahverkehrsanbindung durch Busse und Fähren. Entlang der Elbe verläuft in Klein Flottbek auch die Elbchaussee, eine besonders lange und bekannte Hamburger Straße mit diversen großzügigen Bauten, die durch ihren Elbblick zum Teil ganz erheblichen Wert haben.

## Lage
Der Stadtteil Nienstedten umfasst heute den westlichen, Othmarschen den östlichen Teil der Gemarkung. Das Gebiet nördlich des Bahnhofes einschließlich des Botanischen Gartens gehört zum Stadtteil Osdorf.
Klein Flottbek wird grob begrenzt durch die Elbe im Süden, den Hemmingstedter Weg im Norden, die Straßen Holztwiete, Ohnsorgweg und Baron-Voght-Straße im Osten sowie die Kanzleistraße und die Jenischstraße im Westen.
Die nördliche Einflugschneise des Airbus-Werks Finkenwerder verläuft über Klein Flottbek und den Jenischpark. Insbesondere die Produktion des Flugzeugtyps A 380 und seiner Derivate in Finkenwerder führte zu einem intensiven Flugbetrieb.

## Geschichte

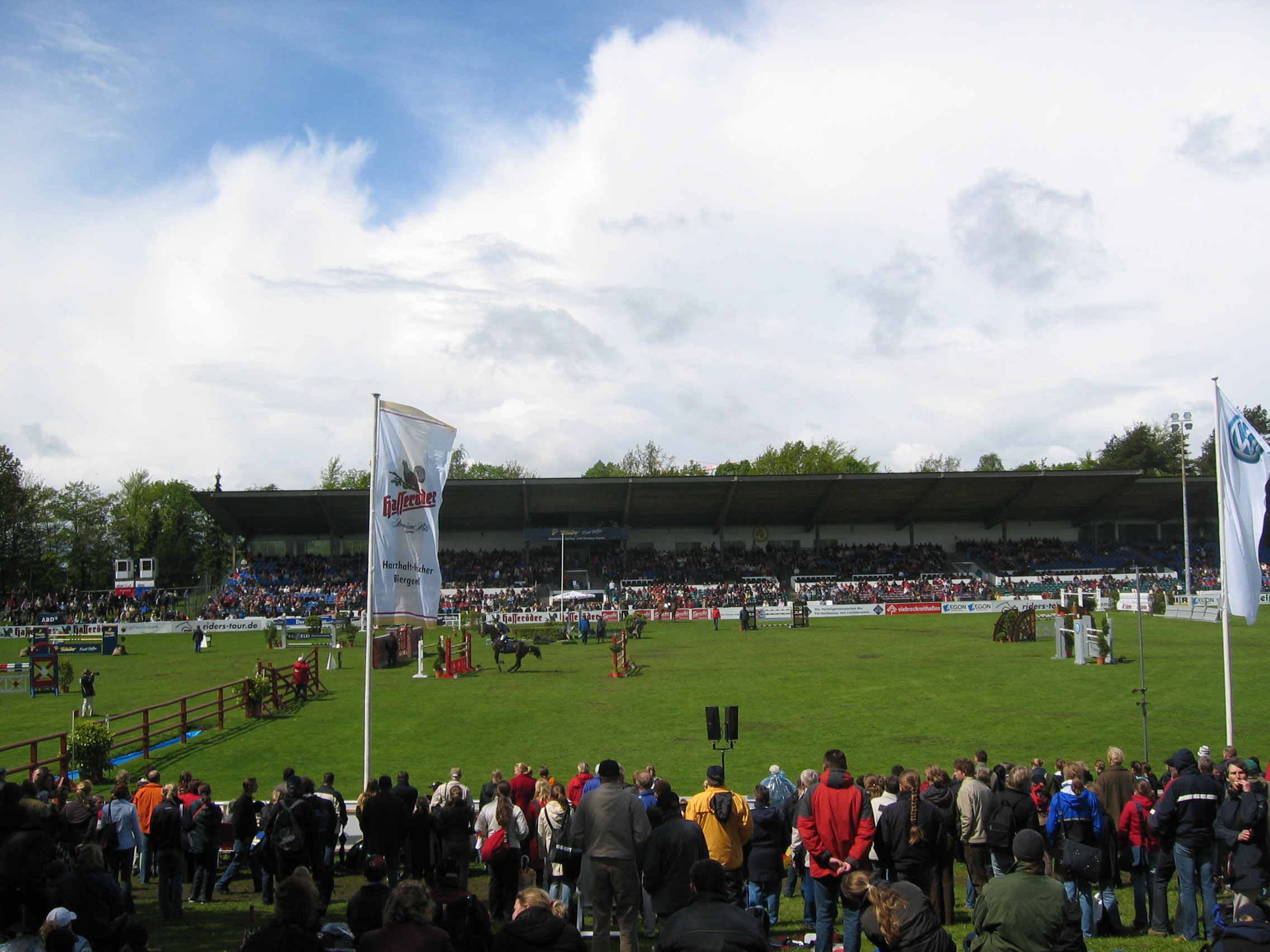
Deutsches Springderby

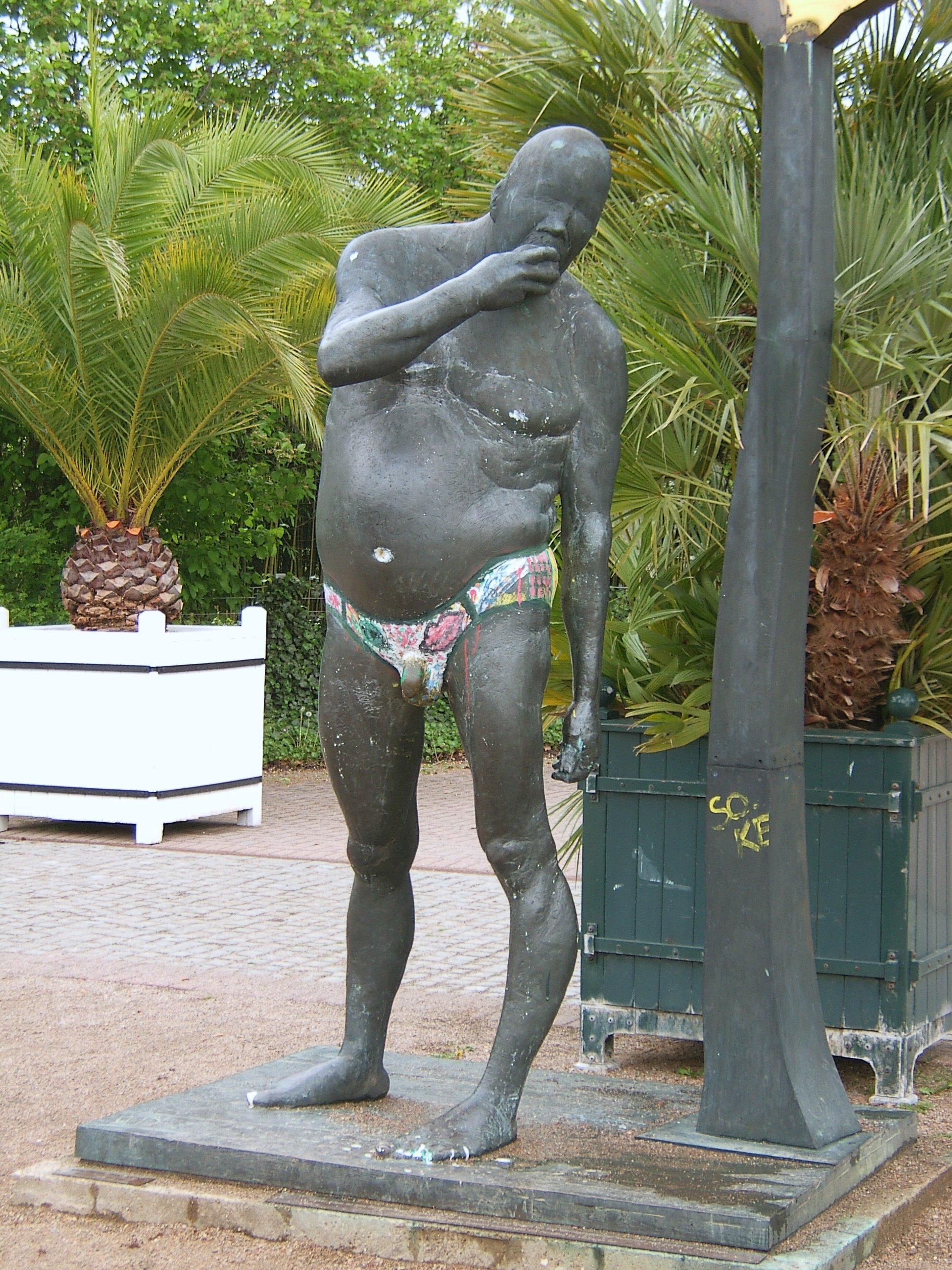
Waldemar Otto: Adam plündert sein Paradies. Statue vor dem Haupteingang des Botanischen Gartens

1927 wurde die Gemeinde Klein Flottbek vom Kreis Pinneberg abgetrennt und aufgrund des Groß-Altona-Gesetzes der Stadt Altona eingemeindet. Altona wiederum wurde 1938 im Rahmen des Groß-Hamburg-Gesetzes der Stadt Hamburg einverleibt. Im Gegensatz zu Groß Flottbek ist Klein Flottbek kein eigener Stadtteil von Hamburg.

## Derby-Park
Klein Flottbek ist besonders im Pferdesport über Hamburg hinaus bekannt. Auf dem Reitturnierplatz südlich des S-Bahnhofes Klein Flottbek (Derby-Park Klein-Flottbek) findet einmal jährlich, jeweils im Mai, das populäre Deutsche Spring- und Dressurderby statt. Auf dem Gelände mit seinem seit dem ersten Derby 1920 nahezu unveränderten Spring-Parcours (u. a. mit Pulvermanns Grab) wurde zeitweise auch das Deutsche Fahrderby ausgetragen.
Mehrfach wurde und wird die Anlage auch zum Ort für Freiluftkonzerte. Neben Pop-Künstlern der U-Musik traten hier auch Künstler der E-Musik auf, unter anderem mit einer Inszenierung der Carmina Burana am 12. August 1995.
Auch finden hier Freiluftmessen statt (z. B. Home & Garden).

## Loki-Schmidt-Garten
1979 wurde der Neue Botanische Garten eröffnet. 2012 wurde er in Loki-Schmidt-Garten umbenannt.

### Museum für Nutzpflanzen
Mit Förderung durch die Zeit-Stiftung entstand auf dem Gelände des Botanischen Gartens das Loki-Schmidt-Haus als Museum für Nutzpflanzen.

## Personen
- Catharina Schwartz (1837–?), Landschaftsmalerin
- Bernhard von Bülow (1849–1929), Politiker, preußischer Staatsmann
- Hermine Ziegler (1884–1965), Schauspielerin